# Манистий (окръг, Мичиган)
Окръг Манистий (на английски: Manistee County) е окръг в щата Мичиган, Съединени американски щати. Площта му е 3318 km², а населението - 24 527 души (2000). Административен център е град Манистий.